# Ab uno disce omnes
 Аb uno disce omnes  лат. (изговор: аб уно дисце омнес). По једном дознај све. (Вергилије)

## Поријекло изреке
Изрекао велики антички пјесник Вергилије у свом дјелу Енеида према поступку  Синона, лукавог  Грка који је Тројанце наговорио да у град уведу коња.

## Тумачење
По овој подвали, Вергилије закључује да су сви Грци невјерни, односно да се по појединцу може судити цијелој групи.

## Изрека данас
Изрека се данас употребљава када се жели истаћи да се по једном човјеку може судити о цијелој групи којој овај припада.